# Mujercitas Terror
Mujercitas terror es una banda de indie rock, punk y noise rock, surgida en Buenos Aires, Argentina en el año 2001.

## Historia
El trío fue formado por Marcelo Moreyra (guitarra y voz), Daniela Zahra (bajo y voz) y Federico Losa (batería) en Buenos Aires a fines de 1999 y luego de varios cambios en la formación;(por la banda pasaron diez integrantes); comienza a transitar en el circuito underground porteño ganando así un público fiel a su estilo. Se formaron establemente como banda en el año 2001. 
Después de varios demos, en el año 2007, editan su primer trabajo discográfico homónimo, que fue editado de forma independiente.  Este disco cuenta con influencias de bandas como The Birthday Party, The Jesus and Mary Chain o The Cramps. 
Su estilo encaga con el punk rock, garage rock, noise rock y el indie rock.  Sus letras están inspiradas en el lado oscuro del ser humano: 

La oscuridad y todas esas cosas provienen de una sensación que es anterior a la banda y a todo, es algo inevitable, solo que antes no tenía cómo expresarlas, con la banda me doy cuenta que no soy el único que siente así; solo cantamos lo que nos pasa y no pensamos que sea oscuro, es muy común hacer el bien a otro diciendo todo el mal, cuando termina nuestra canción queda algo bueno. Siempre nos divertimos de esa manera, como en un tren fantasma, lo malo ya pasó.
 Marcelo Moreyra

## Discografía

### Álbumes
- Mujercitas Terror (2007)
- Excavaciones (2011)
- Fiesta Muda (2015)
- Oscura sala de la visión (2019)

### EPs
- Mujercitas Terror/Mueran Humanos (2012)
- Nieblash (2017)